# Buso Renkin
Buso Renkin (яп. 武装錬金, укр. Бойова алхімія) — манґа, написана і проілюстрована Вацукі Нобухіро, автора Rurouni Kenshin, за підтримки його дружини Каору Куросакі. Серіалізація Buso Renkin тривала у сьонен-журналі Weekly Shōnen Jump видавництва Shueisha з червня 2003-го по 2005 рік, закінчившись на 80 частині. Окремі глави зібрані Shueisha у десять танкобонів, які були випущені в період між 5 січня 2004 та 4 квітня 2006. Серія ліцензована Viz Media для північноамериканського релізу.
Манґа адаптована в аніме-серіал студією Xebec, який складається з 26 епізодів. 27 квітня 2009 аніме зробило свій північноамериканський теледебют на каналі Funimation Channel. Існують також дві drama CD, два ранобе і відеогра для PlayStation 2.

## Сюжет
Історія починається з того, що старшокласник середньої школи Муто Кадзукі (яп. 武藤 カズキ) гине однієї ночі, жертвуючи собой для врятування таємничої дівчини від монстра. Він прокидається пізніше у своєму шкільному гуртожитку, вважаючи, що це був сон. Однак незабаром він дізнається, що сон був реальним, коли гігантський монстр нападає на нього та його сестру. Токіка Цумура (яп. 津村斗貴子), врятована раніше загадкова дівчина, пояснює, що чудовисько насправді є гомункулом. Під час першої зустрічі Кадзукі був атакований і вбитий, намагаючись врятувати Токіко. Однак вона, відчуваючи відповідальність за нього, оживила його шляхом розміщення медальйона Какуган у грудях хлопця, який виступає як заміна серця.
Суть Какугана, за словами Токіко, полягає в алхімічности пристрою, який при активації приймає певну форму залежно від користувача, утворюючи унікальний Buso Renkin. Buso Renkin, тобто алхімічна зброя, є єдиною річчю, яка може знищити гомункулів. Користуючись цим, Кадзукі створює свій власний елемент-зброю, приймаючи форму гігантського списа, пізніше названого «сонячне серце». Разом з Токіко і її власною зброєю — спідниця Валькірії — Кадзукі приєднується до боротьби проти гомункулів і їх господаря.

## Персонажі

### Головні
- Кадзукі Муто (яп. (武藤カズキ)

Центральний чоловічий персонаж, старший брат Махіро Муто. 17-річний хлопець, який відвідує разом із своєю молодшою сестрою Махіро приватну академію Дзінсей. Випадково потрапив у боротьбу між алхіміками та гомункулами, намагаючись врятувати Токіко від чудовиська. Його вбив гомункул, але той відродився за допомогою какугана Цумури, імплантованого в грудну клітку як заміни серця. Йому було запроновано повернутися до звичайного життя, але Муто зробив свій вибір — допомогти дівчині у війні з монстрами.
Воїн-алхімік з чорним какуганом III (спочатку під виглядом какугана LXX). Він відомий своєю безрозсудністю, часто діє, перш ніж використовувати мозок. Має сильне почуття волі, зокрема відмовляється відступати перед супротивником незалежно від того, наскільки він сильний. З іншого боку, впадає в депресію, коли відчуває, що він не зміг захистити когось. Після зустрічі з Браво вирішує триматись своїх переконань до самого кінця.
За характером Кадзукі — великий ентузіаст, доброзичливий і турботливий для своїх друзів і сестри Махіро, він прагне їх захистити всіма зусиллями, навіть якщо це поставить його у складну для себе ситуацію. Має почуття до Токіко, що виражається в почервонінні, коли Токіко знаходиться поруч, або у спостереженням за її фігурою.
У грі Buso Renkin: Welcome to Papillon Park сказано, що в нього є син Соя Муто.
- Токіко Цумура (яп. 津村斗貴子)

Центральний жіночий персонаж. 19-річна воїн-алхімік, яка була призначена, щоб вирішити проблему гомункулів у місті Дзінсей. Спочатку союзник, подруга, пізніше дівчина Кадзукі Муто. Її розміри — 78-55-79. Вона невисока, з помаранчевими очима і синім волоссям до плечей. Її головною відмітною особливістю є горизонтальний шрам через міст носа і щоки.
У дитинстві її школа була атакована гомункулами. Всі люди там були вбиті або з'їдені, крім неї. Вона була знайдена Мамору Сакіморі. Після цього навчання, щоб стати воїном-алхіміком, зустрілася з Готою Накамура. Під час однієї з місій проникла в академію для дівчаток Newton Apple, де знайшла какуган LXX (насправді замаскований чорний какуган III). Деякий час потому була відправлена на іншу місію в місто Гінсей.
Токіко — серйозний персонаж, і вона ледь-ледь може терпіти веселі витівки Кадзукі і його друзів. Стає легко роздратованою легко, особливо, коли люди запитують про її шрам або про її стосунки з Кадзукі. Часто погрожує тим людям, хто дратує її, спідніцею «Валькірія».
Ненависть до гомункулів у Токіко носить яскраво виражений екстремальний вигляд через травму минулого. Це перетворює Цумуру на нещадного бійця. У випадку з Дзіннай вона навіть катувати деяких гомункулів, щоб ті відчули ту ж біль, яку вони заподіюють іншим. Ця ненависть поширюється також на тих, хто пов'язаний з гомункулами, такими як близнюки Хаясака, коли вони були фамільярами LXE. Хоча її шрам можна було легко видалити за допомогою сили алхімії, Токіко вирішив тримати його як нагадування про своє бажання вбити всіх гомункулів.
Головний пріоритет Цумури — її робота і захист інших, тому вона повернула Кадзукі до життя за допомогою какугана і була готова вчинити самогубство, перш ніж перетворитися на гомункула. Присвятила своє життя знищенню гомункулів, кинула ходити в школу для того, щоб бути більш ефективною. Не любить конкурентів у своєму занятті і часто віддає перевагу боротися самотужки. Улюблене місце — водонапірна башта на вершині академії Гінсей, де її бачили, коли та хоче побути на самоті. Любить рисові кульки, фіолетовий колір і просторні приміщення, ненавидить гомункулів і непотрібні смерті. Її хобі є постійне тренування.
Дівчина відчула явний жаль до Кадзукі після його самопожертви, коли той був убитий гомункулом, і тому використала какуган, щоб повернути його до життя. Часто захоплюється його оптимізмом і чеснотами, але дратується, коли він діє відверто тупо чи по-дитячому. Загалом вона щиро і глибоко піклується про Кадзукі, стає глибоко засмученою, коли той поранений. Протягом сюжету починає закохуватися в нього, особливо з моменту, коли він лежав в неї на колінах. Коли Токіко рятує Кадзукі від невдалої повторної спроби вбивства капітана Браво, зізнається, що якщо він помре, вона помре разом з ним, оскільки вона і він єдині по суті, вона хоче залишитися з ним назавжди. Кадзукі і Токіко розділяють свій пристрасний перший поцілунок під час заходу сонця. Кадзукі — перше і справжнє кохання Токіко.
У грі Buso Renkin: Welcome to Papillon Park сказано, що в неї є син Соя Муто.
- Махіро Муто (яп. 武藤まひろ)

15-річна молодшв сестра Кадзукі Муто, студентка приватної академії Дзінсей. Струнка дівчина з зеленими очима, довгим до пояса волоссям і двома чубчиками до грудей. Вона, в основному, носить жіночу форму академії Дзінсей, яка складається з блідо-жовтої сукні з пишними рукавами, білої спідниці і синьо-білої пов'язки на правій руці. Вона також носить високі білі шкарпетки і коричневі підбори. Її розміри — 85-59-88.
Як і Кадзукі, вона дуже оптимістична і має майже однакову особистість, в результаті чого Токіко звертається до неї, як жіночої форми Кадзукі. Постійно підтримує старшого брата, обожнює Токіко, в захваті від неї і сприймає відразу, коли кожен вважає, що Токіко є подругою Кадзукі (хоча вона знаходиться в замішанні, коли Кадзукі і Токіко спочатку сказали, що вони є братом і сестрою). Махіро з нетерпінням чекає день, коли вони будуть одружені, так що Токіко дійсно буде її «старшою сестрою».

## Термінологія
Алхімія — поєднання науки та техніки, вчення, що прийшло з Європи. У світі Buso Renkin існує два типи алхімії, крім історичної: Buso Renkin (бойова алхімія) і гомункули. У цьому світі тільки ці категорії алхімії вдалося створити, в той час як спроби перетворити неблагородні
метали на золото або досягти безсмертя зазнали невдачі.
Buso Renkin є зброєю освічених алхіміків, створених какуганами, заснований на волі користувача для боротьби. Форма Buso Renkin відображає особистість користувача. Єдина зброя, як відомо, що здатна вбити гомункула. Какугани були розроблені в процесі створення філософського каменю, кінцевої мети алхімії.
Гомункули — істоти, створені, коли алхімічний ембріон, рослинного, тваринного походження чи навіть людина знаходиться всередині людини.
Ембріон потім вторгається в мозок і бере контроль над тілом, надаючи йому здібності, які імітують природні таланти ембріона. Всі вони можуть
відновитися від практично будь-якої рани, тому вважаються найближчою формою життя до безсмертної. Вони уразливі тільки до алхімічних атак, таких як Buso Renkin або інші гомункули.